# Companhia União Fabril
Die Companhia União Fabril (CUF) ist ein portugiesisches Chemieunternehmen innerhalb der Grupo José de Mello.

## Geschichte
Die CUF wurde 1865 gegründet, als man die Konzession zur Herstellung von Seife, Stearin und Pflanzenöle erwarb. Der Industrielle Alfredo da Silva (1871–1942) übernahm 1898 die CUF und fusionierte sie mit seinem Unternehmen Companhia Aliança Fabril. Er baute die CUF in der Folge zu einem großen Mischkonzern aus. 1907 eröffnete die CUF ihre fortan zentrale Produktionsstätte in Barreiro, gegenüber der Hauptstadt Lissabon gelegen. Die Setúbal-Halbinsel, insbesondere die heute als Margem Sul bekannte Region stieg vor allem seit den 1940er und 50er Jahren zu einer der bedeutendsten Industrieregionen der Iberischen Halbinsel auf.
Ein wesentlicher Wachstumsmotor wurde seit Anfang des 20. Jahrhunderts die Düngemittelherstellung, mit Fabriken in verschiedenen Standorten in Portugal (Lissabon, Barreiro, Alferrarede, Soure, Canas de Senhorim und Mirandela). Die CUF stieg zum bedeutendsten privaten Arbeitgeber des Landes mit bis zu 16.000 Beschäftigten auf.

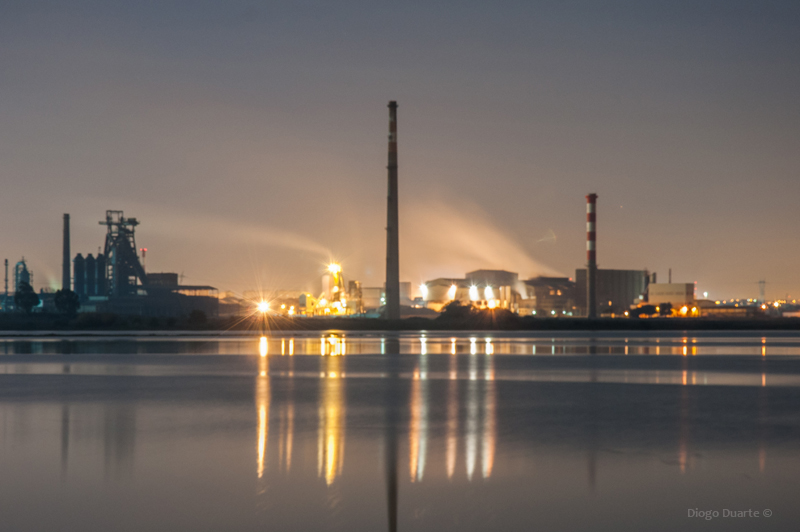
CUF-Fabrikanlagen in Barreiro

Im weiteren Verlauf der Konzerngeschichte gründete da Silva eine Reihe weiterer Unternehmen. So war die 1919 gegründete Sociedade Geral de Comércio, Indústria e Transportes 1945 an der Gründung der Fluggesellschaft TAP Portugal beteiligt. Zu den vielen CUF-Unternehmen zählten außerdem der Tabakwarenproduzent Tabaqueira (1927), die Bank Banco Totta (1966, seit 2004 als Santander Totta Teil der spanischen Santander-Bank), die Versicherungsgesellschaft Império – Companhia de Seguros (1942, in 2002 Fusion mit Bonança, seit 2013 Teil der Fidelidade), der Lebensmittelproduzent Compal (1952, seit 2009 Fusion zur Sumol+Compal), der Pflanzenöl- und Seifenhersteller SOVENA (1956, heute Teil der Investmentgesellschaft Nutrinveste), das Elektrounternehmen EFACEC (1905 gegründet, 1948 von Silva übernommen und ausgebaut), das Öl- und Energieunternehmen PETROSUL (1972, seit 1976 Teil der Petrogal, heute Galp) und der Zellstoff- und Papierhersteller Celbi (1967, seit 2006 Teil der Altri-Holding), die Lisnave-Werft (1937 gegründet, 1961 von der CUF übernommen und ausgebaut), neben einer Reihe weiterer Metall-, Elektro-, Textil-, Ingenieur-, Logistik-, Hotel- und Metall-Unternehmen, Gastronomiebetriebe, Autovermietungen, Minen u. a. Auch eine Vielzahl Unternehmen in den portugiesischen Kolonien und erste internationale Investitionen und Beteiligungen gehörten zur CUF.
Der Konzern erreichte 1970 den Höhepunkt seiner Ausdehnung: mit über 110.000 Angestellten in über 100 Unternehmen erwirtschaftete die CUF 5 % des portugiesischen Bruttoinlandsprodukts.
Die Nelkenrevolution am 25. April 1974 beendete das Estado Novo-Regime. Es folgte das Ende der Portugiesischen Kolonialkriege und die Unabhängigkeit der Kolonien 1975, und eine Umgestaltung der portugiesischen Wirtschaft. Dabei wurde die CUF 1975 verstaatlicht und ihre Spartenunternehmen, zum Teil mit anderen Unternehmen der jeweiligen Branche, zu staatlichen Unternehmen zusammengeführt.
1997 kam die CUF wieder im Familienbesitz in Form der Grupo José de Mello von José Manuel de Mello, Enkel des CUF-Gründers Alfredo da Silva.
2016 übernahm CUF das Solvay-Werk in Torrelavega (Spanien).

## Aktivitäten

### Unternehmen
Die wichtigste Produktionsstätte der CUF befindet sich heute in Estarreja, wo sich eine Chloralkali-Elektrolyseanlage befindet. Deren Kapazität wurde 2010 verdoppelt. Daneben besitzt sie das Werk ELNOSA in Pontevedra im nordspanischen Galicien.
Die CUF produziert die Chloralkali-Produkte Chlor, Salzsäure, Natronlauge und Natriumhypochlorit sowie Anilin, Sulfanilsäure, Cyclohexanol, Cyclohexylamin, Nitrobenzol und Salpetersäure. Das Unternehmen ist der bedeutendste europäische Hersteller von Anilin.
Außerdem werden Aluminiumsulfat, Aluminiumpolychlorid und stabilisiertes Zirconiumdioxid hergestellt.
Die CUF wies für 2015 einen Umsatz von 296 Mio. Euro aus, nach 351 Mio. Euro (2014), 330 Mio. Euro (2013) und 321 Mio. Euro (2012). Sie erwirtschaftete dieses Ergebnis mit 405 Angestellten (2015), nach 410 (2014), 404 (2013) und 402 (2012).

### Soziales Engagement

Vereinsemblem des GD Fabril do Barreiro

1937 wurde der Betriebssportverein GD Fabril do Barreiro gegründet, der seine Heimstätte im Estádio Alfredo da Silva in der Stadtgemeinde Lavradio hat.
1950 eröffnete die CUF im Strandort Almoçageme, Gemeinde Colares, das Freizeit- und Erholungsheim Colónia de Férias da Companhia União Fabril („Ferienkolonie der Companhia União Fabril“). Es sollte der Erholung der CUF-Angestellten dienen, war dabei aber auch stark an den pädagogischen und politischen Richtlinien des Salazar-Regimes ausgerichtet. António Lino, Neffe des Architekten Raul Lino, leitete die Anlage und gestaltete sie zu einem Musterdorf nach den Vorstellungen des Estado Novo.

### Prémio CUF
Seit 2002 vergibt die CUF zusammen mit der Stiftung FCT (Fundação para a Ciência e Tecnologia, des portugiesischen Ministeriums für Wissenschaft, Technologie und Bildung) den Prémio CUF (Hauptpreis mit 7.500 € dotiert, weitere Anerkennungspreise zu je 2.500 €). Damit werden akademische Abschlussarbeiten aus Chemie und Biologie prämiert, die sich durch einen direkten Bezug zu Anwendungen in der portugiesischen Industrie auszeichnen.